# Fluido corporal
Los fluidos corporales son aquellas sustancias que pueden fluir o  que se producen en el interior de los seres vivos, ya pueden ser líquidos o gases, incluso los sólidos finamente pulverizados.
Entre los fluidos corporales del ser humano se encuentran:
- Bilis
- Cerumen
- Flema
- Humor acuoso
- Humor vítreo
- Lágrimas
- Leche materna
- Legaña
- Líquido preseminal
- Moco
- Orina
- Saliva
- Sangre
- Sebo
- Secreción vaginal
- Semen
- Sudor
- Emesis
- Excremento

En la medicina griega y romana, así como en las sociedades europeas posteriores y hasta la llegada de la medicina moderna, se consideraba que el cuerpo humano contenía cuatro humores: la bilis amarilla, la bilis negra, la flema y la sangre; y que el desequilibrio de los mismos afectaba a la personalidad.